# PICT
PICT — формат даних комп'ютерів Macintosh для запам'ятовування одно- і багатокольорових ілюстрацій. Застосовується користувачами CD-дисків.